# Tracy Michaelz
Tracy Michaelz (5 mai 1974 — 13 juin 2008) est un musicien américain, connu comme le créateur et le batteur du groupe glam punk Peppermint Creeps (uk) (1997-2008). Il a fait partie des groupes Heart Throb Mob, Candy Apple Queenz, Glamvestite Vampires, Tragedy, Velvet Dog, Pretty Boy Floyd, Total Chaos (en).
Il meurt le 13 juin 2008 d'une insuffisance hépatique au cours d'une tournée au Texas,.
Il est enterré au Hollywood Forever Cemetery.

## Discographie

### Peppermint Creeps
| Année | Le nom de                        | US |
| ----- | -------------------------------- | -- |
| 2002  | Animatron X                      |    |
| 2005  | We Are the Weirdos               |    |
| 2007  | Cover Up                         |    |
| 2009  | In Hell                          |    |
| 2010  | Greatest Misses "Live" 1998-2009 |    |

### Heart Throb Mob[6]
| Année            | Le nom de          | US |
| ---------------- | ------------------ | -- |
| 1993             | Melody Madness(EP) |    |
| 1993             | Hit List           |    |
| 1995             | Heart Out          |    |
| Unreleased Demos |                    |    |

### Candy Apple Queenz
- Demo (1993) [7]

### Glamvestite Vampirez
- Demos (1997)[8]